# Uraecha angusta
Uraecha angusta là một loài bọ cánh cứng trong họ Cerambycidae.